# Xanca de capell castany
La xanca de capell castany (Grallaria ruficapilla) és una espècie d'ocell de la família dels gral·làrids (Grallariidae).

## Hàbitat i distribució
Habita el terra de la selva pluvial i bosc obert de les muntanyes de Colòmbia i oest i nord de Veneçuela, cap al sud, a través dels Andes del nord-oest i est de l'Equador fins Perú.